# Paul Kidby
Paul Kidby (ur. 1964) – angielski malarz i grafik, twórca okładek do książek fantastycznych. Najbardziej znany z ilustracji do serii Świat Dysku Terry’ego Pratchetta. Czasem bywa mylony z poprzednim ilustratorem Świata Dysku, Joshem Kirbym, zmarłym w 2001.
Twórca ponad 200 okładek do książek fantastycznych. Jego prace związane ze Światem Dysku często są parodią dzieł znanych malarzy, np. okładka Straży nocnej nawiązuje do Straży nocnej Rembrandta, a Ostatniego bohatera do Krzyku Muncha.